# Ramiro Navarro
Ramiro Navarro (25 de maio de 1943 - 26 de março de 2008) é um ex-futebolista mexicano que competiu na Copa do Mundo FIFA de 1966.